# Gasterophilus epilepsalis
Gasterophilus epilepsalis är en tvåvingeart som först beskrevs av French 1900.  Gasterophilus epilepsalis ingår i släktet Gasterophilus och familjen köttflugor.
Artens utbredningsområde är Illinois. Inga underarter finns listade i Catalogue of Life.